# Asymbolus analis
 Asymbolus analis és una espècie de peix de la família dels esciliorrínids i de l'ordre dels carcariniformes.

## Morfologia
- Els mascles poden assolir 90 cm de longitud total.[1][2]

## Hàbitat
És un peix marí de clima temperat i associat als esculls de corall que viu entre 10-180 m de fondària.

## Reproducció
És ovípar.

## Distribució geogràfica
Es troba a Austràlia.